# Naucelle
Naucelle (okcitansko Naucèla) je naselje in občina v južnem francoskem departmaju Aveyron regije Jug-Pireneji. Leta 2006 je naselje imelo 1.944 prebivalcev.

## Geografija
Kraj leži v pokrajini Rouergue 34 km jugozahodno od središča departmaja Rodeza.

## Uprava
Naucelle je sedež istoimenskega kantona, v katerega so poleg njegove vključene še občine Cabanès, Camjac, Centrès, Meljac, Quins, Saint-Just-sur-Viaur in Tauriac-de-Naucelle s 4.758 prebivalci.
Kanton Naucelle je sestavni del okrožja Rodez.

## Pobratena mesta
- Mèze (Hérault, Languedoc-Roussillon);